# Транспорт у Лондоні

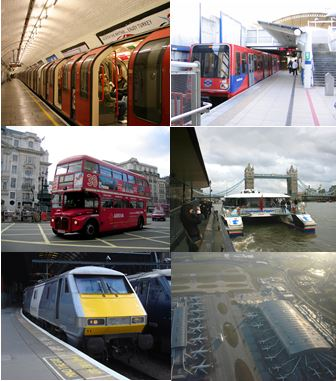

Лондон має велику і розвинену мережу транспорту, яка включає як приватні, так і державні послуги. Поїздки громадським транспортом становлять 25 % поїздок у Лондоні, а приватні послуги — 41 %. Мережа транспорту Лондона слугує своєрідним хабом для всієї транспортної системи Великої Британії.

## Історія
| Дати      | Організація                                               | Відповідальний                 |
| --------- | --------------------------------------------------------- | ------------------------------ |
| 1933-1947 | Лондонське управління пасажирським транспортом            | Рада Лондонського графства     |
| 1948-1962 | London Transport Executive                                | Британська транспортна комісія |
| 1963-1969 | Управління лондонського транспорту                        | Міністр транспорту             |
| 1970-1984 | London Transport Executive (GLC) (лише Великий Лондон)    | Рада Великого Лондона          |
| 1970-1986 | Лондонське обслуговування автобусів (тільки зелена лінія) | Національна автобусна компанія |
| 1984-2000 | Лондонський Регіональний транспорт                        | Держсекретар з транспорту      |
| 2000-     | Транспорт для Лондона                                     | Мер Лондона                    |

Перший громадський транспорт в Лондоні веде історію з кінних Омнібусів в 1829 році, які були поступово замінені на перші омнібуси з електродвигуном в 1902 році. Протягом багатьох років приватні компанії, почали надавати ці послуги з об'єднаною Лондонською Генеральною Омнібус Компанією (ЛГОК) для утворення єдиного автобусного сполучення. Підземна електрична залізниця Лондона, також утворилася в 1902 році, об'єднані перші підземні залізничні компанії, які будували лондонське метро; в 1912 році Метрополітен увійшов до складу LGOC, а в 1913 році він також приєднав трамвайну компанію в Лондоні. Метрополітен став частиною нового лондонського пасажирського транспорту ради в 1933 році; Підземні потяги, автобуси і трамваї почали працювати під назвою відомої компанії Транспорт Лондона.
Марку транспорту Лондона продовжували використовувати до 2000 року, хоча керівництво транспортних послуг змінювалося кілька разів. ЛПТБ керував транспортом з 1933 по 1947, поки він був реорганізований в Управління лондонського транспорту (1948 по 1962). Відповідальність за Лондон Транспорт згодом була передана до Управління лондонського транспорту (з 1963 по 1969), Ради Великого Лондона (1970 по 1984) і Лондонського регіонального транспорту (з 1984 по 2000). Після приватизації автобусних маршрутів в Лондоні в 1986 році, автобуси виділялися окремо, Лондонські автобуси. У 2000 році в рамках формування нового Великого Лондона, відповідальність за Лондон Транспорт перейшла до нової транспортної влади, Транспорт для Лондона (ТДЛ) (Transport for London, TfL), який є у державній власності транспортної корпорації для Лондонської області й сьогодні.

## Метро та швидкі трамваї
Транспорт для Лондона керує трьома різними залізничними системами у Лондоні. Найбільшим з них є Лондонський метрополітен, система метро працює на підземних лініях і глибоких «тьюб» лініях. ТДЛ також керує Доклендським легким метро, автоматично освітлює залізничні системи в східній частині міста, а також Тремплінк систему.
Ці три системи поширюються на більшість пунктів Лондона, створюючи всеосяжну і велику систему. Важливою сферою цих систем є Південний Лондон, в якому переважають приміські залізничні мережі.

## Лондонське метро
У розмовній мові відомий як Тьюб, метро Лондона є першою системою метро в світі, яка почала свою діяльність в 1863 році. Більш як 3 мільйони пасажирів подорожують на метро щодня, на загальну суму припадає понад 1 млрд пасажирських перевезень на рік в перший раз у 2006 році. Підземка має 11 ліній, більшість з яких з'єднують передмістя у Центральному Лондоні і в сукупності утворюють густу мережу в центрі Лондона, пов'язуючи основні залізничні станції, центральні бізнесові райони. Підземка використовується у Північному Лондоні набагато ширше, ніж на півдні Лондона. Це є результатом поєднання несприятливої геології, історичного змагання з поверхневими залізницями та історичної географії Лондона, сфокусованої на півночі Темзи. Південний Лондон обслуговує в першу чергу поверхневі залізниці (хоча слід зазначити, що більшість маршруту лондонського метро насправді на поверхні, а не в тунелі.)

## Квитки

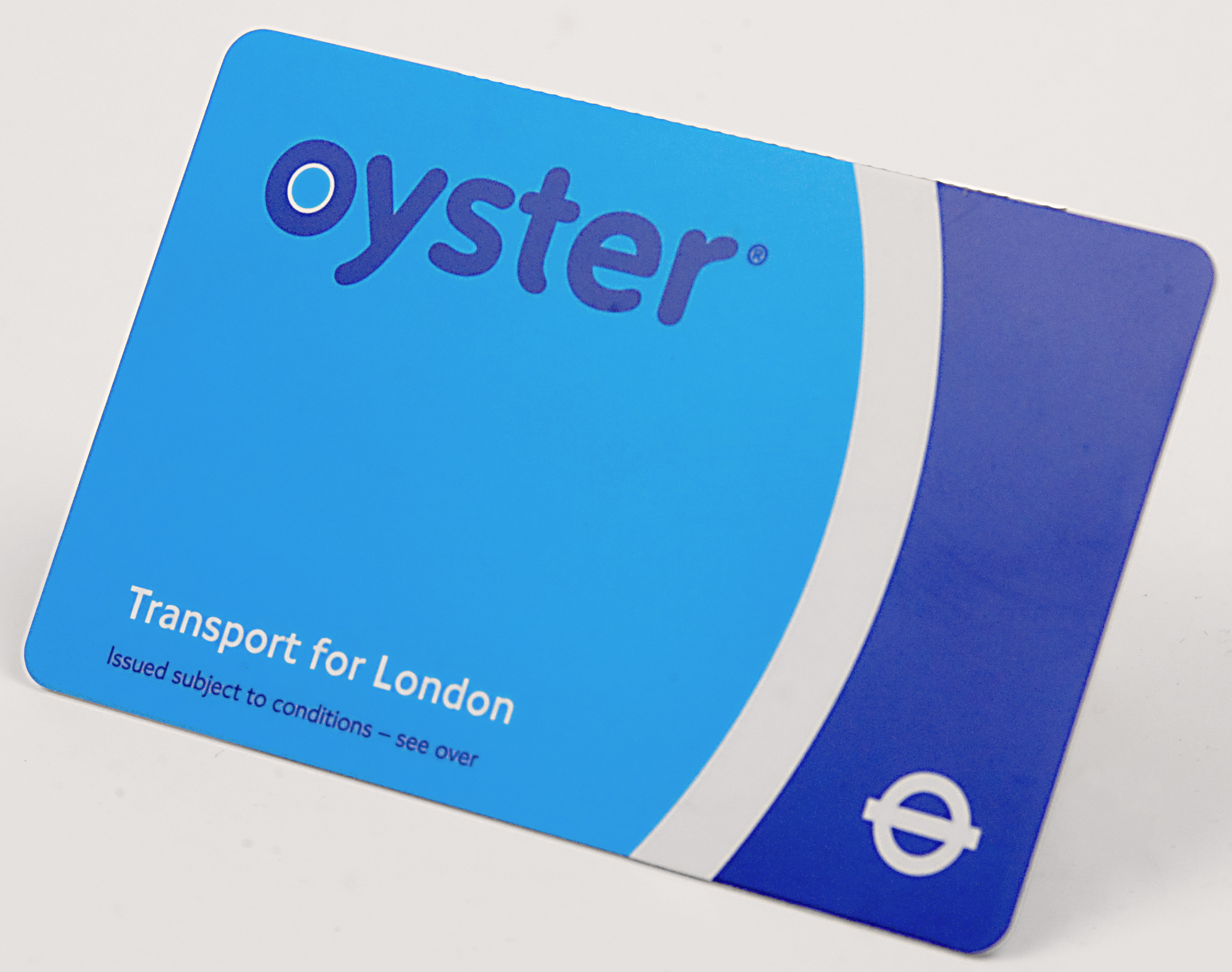
електронний квиток TfL Oyster Card

## Велосипеди

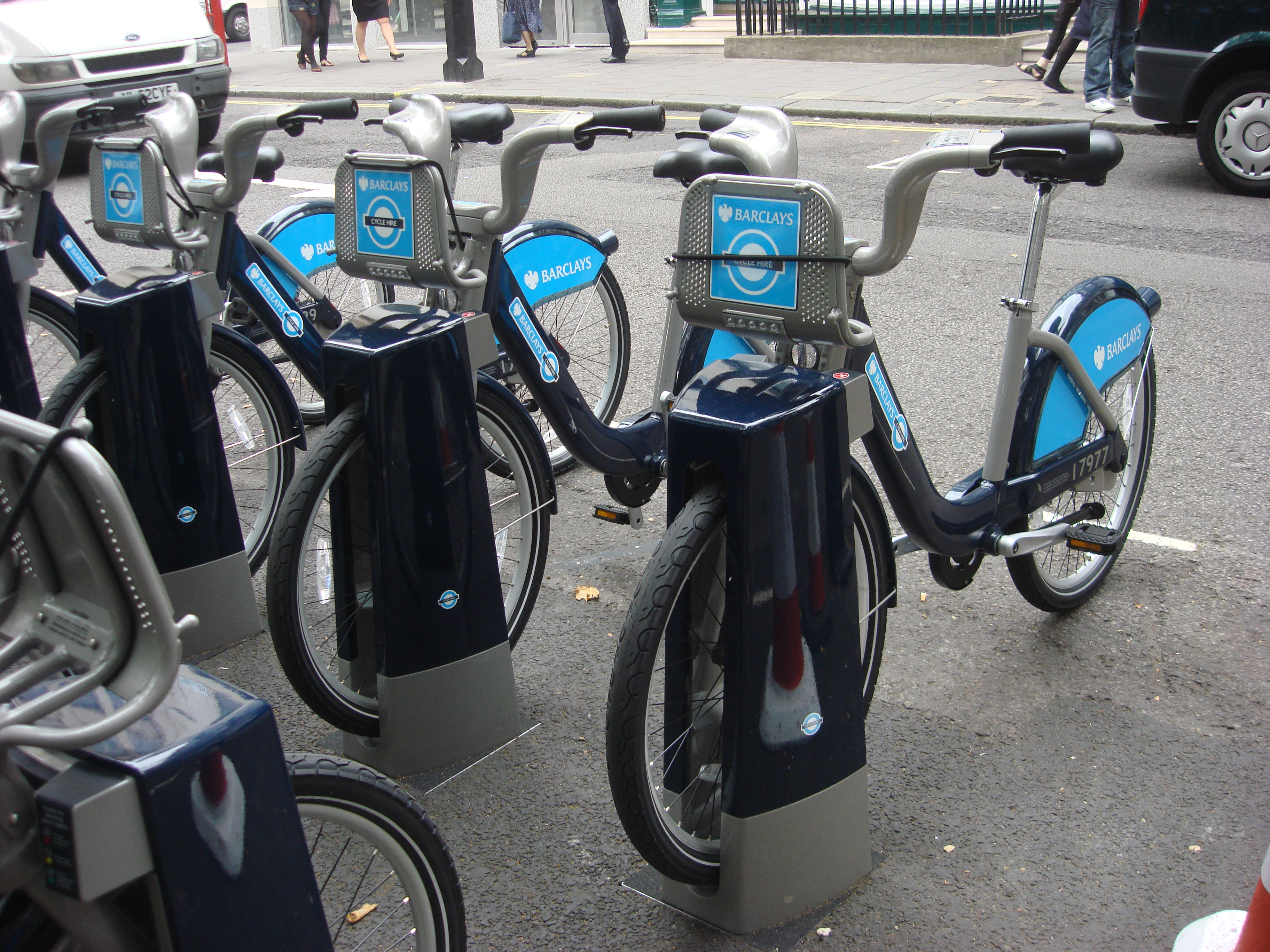
прокатна док-станція Barclays Cycle Hire в Soho Square

Більше одного мільйона лондонців мають велосипеди, але станом на 2008 рік лише близько 2 відсотків усіх поїздок в Лондон зроблені на велосипеді: це набагато менше, ніж в інших великих європейських містах, таких як Берлін (5 відсотків), Мюнхен (12 відсотків) та Амстердам (55 відсотків) та Копенгаген (36 відсотків). Тим не менш, це більше на 83 відсотки порівняно з 2000 роком Останнім часом, за оцінками, 480 000 подорожей кожний день в столиці відбувається саме на велосипеді.
Компанія Barclays Cycle Hire, що розпочала роботу 30 липня 2010 року, надає 6000 велосипедів для оренди. Велосипеди можна взяти напрокат на док-станціях в Центрального Лондона.

## Автобуси та East London Transit

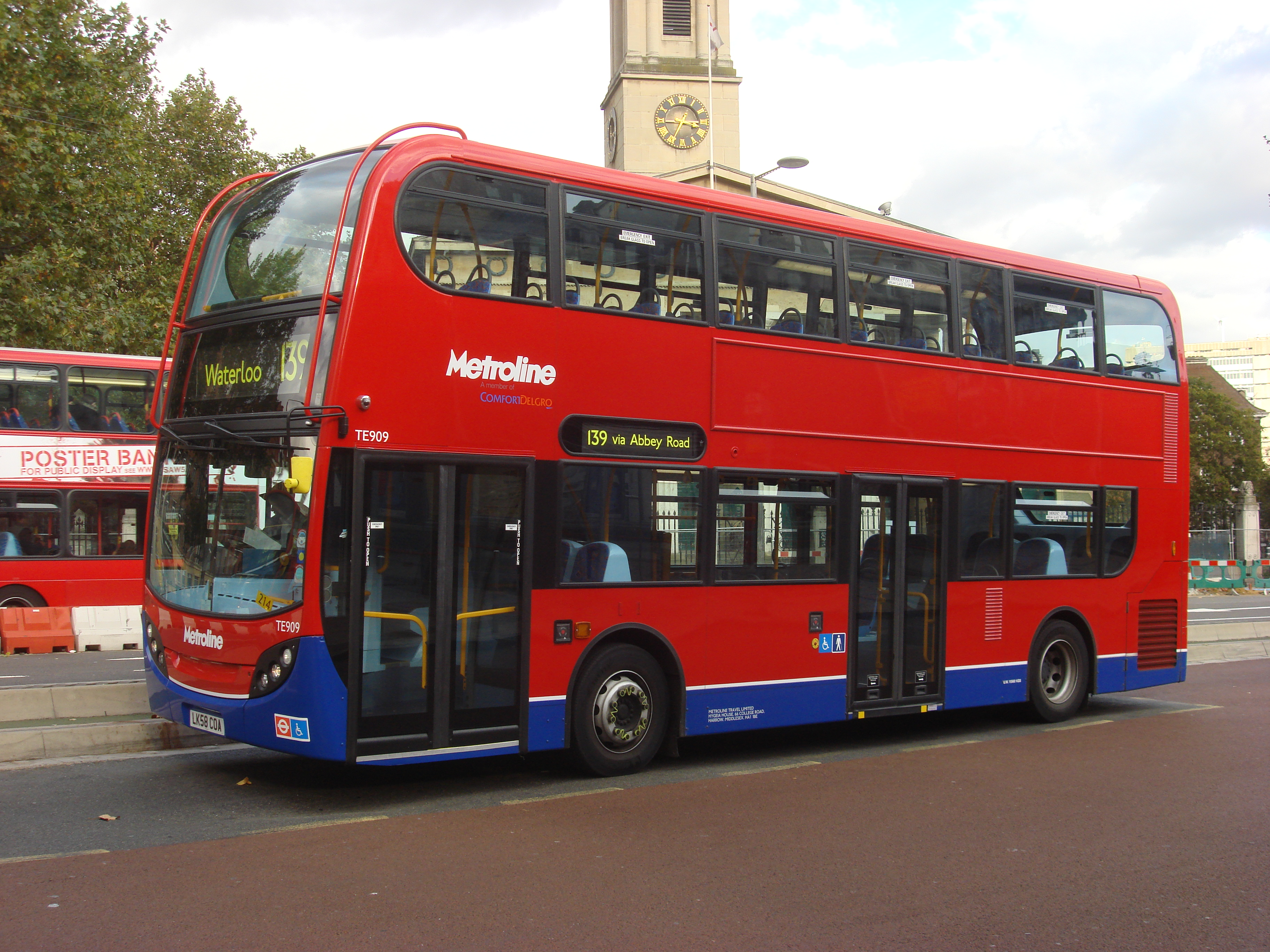
сучасний двоповерховий автобус Alexander Dennis Enviro400 на маршруті 139

Червоний двоповерховий Лондонський автобус увійшов в масову культуру як міжнародно визнаний Національний символ, і в той час, як дизайн лондонських автобусів мінявся протягом багатьох років, транспортні засоби, як і раніше, мають свій традиційний червоний колір.

### Чорні кеби і прокат автомобілів

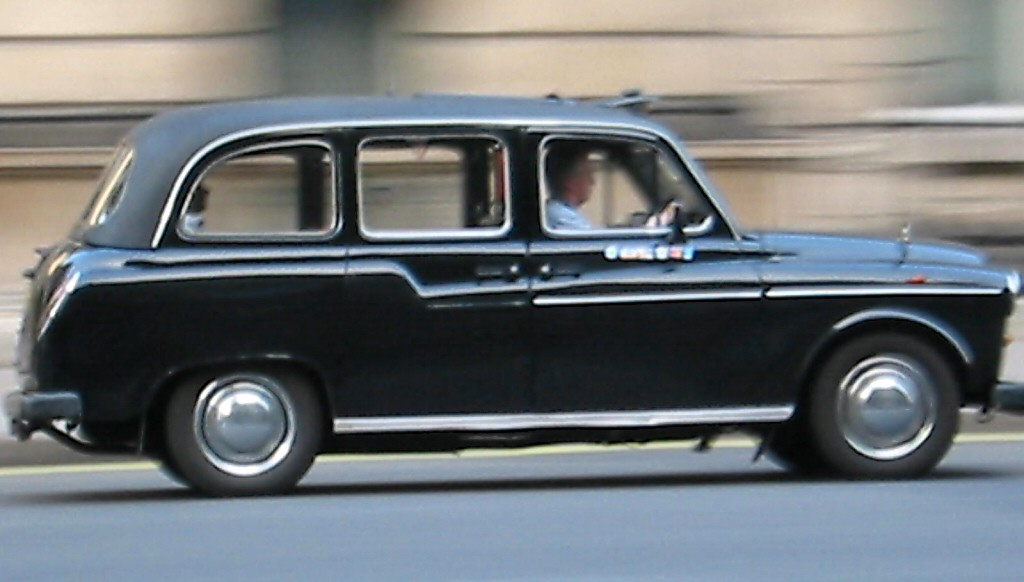
Звичний Hackney carriage або «чорна кабіна».

## Аеропорти

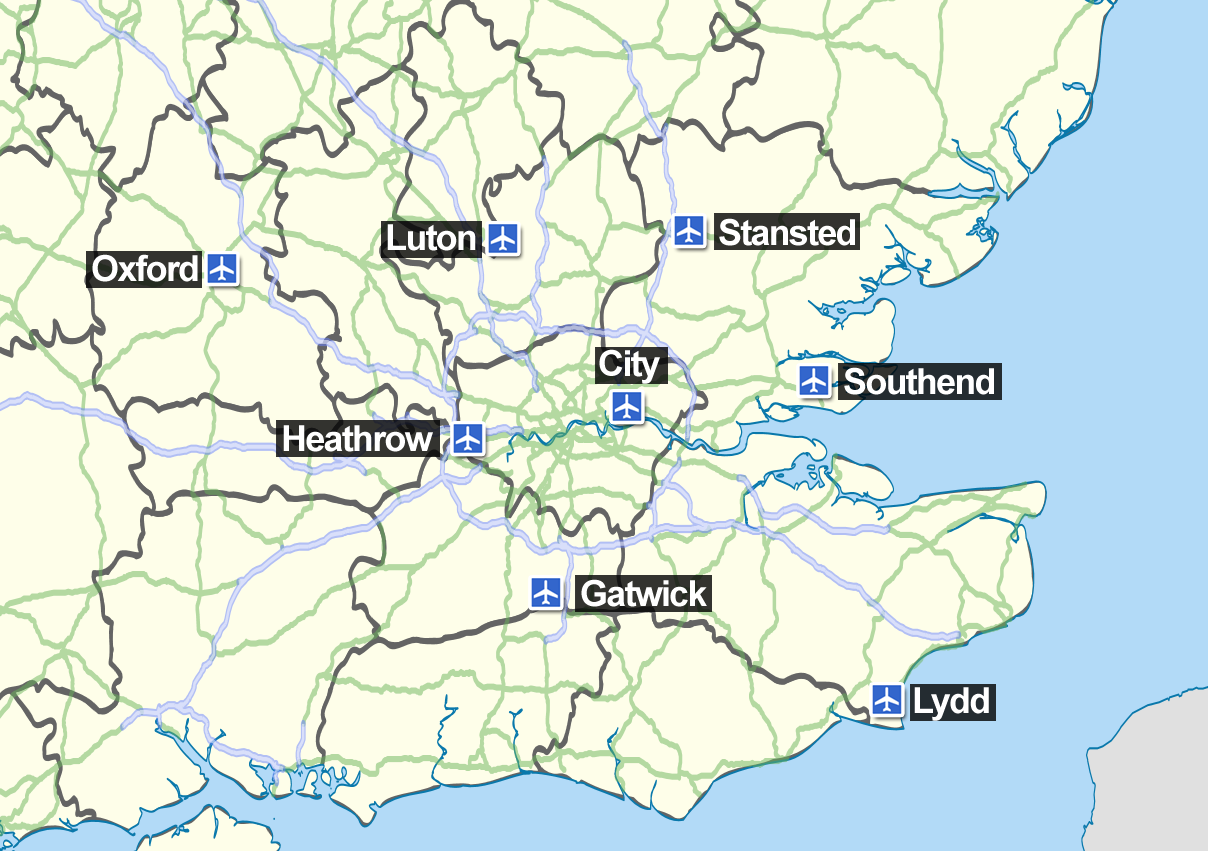
Карта аеропортів, що обслуговують Лондон

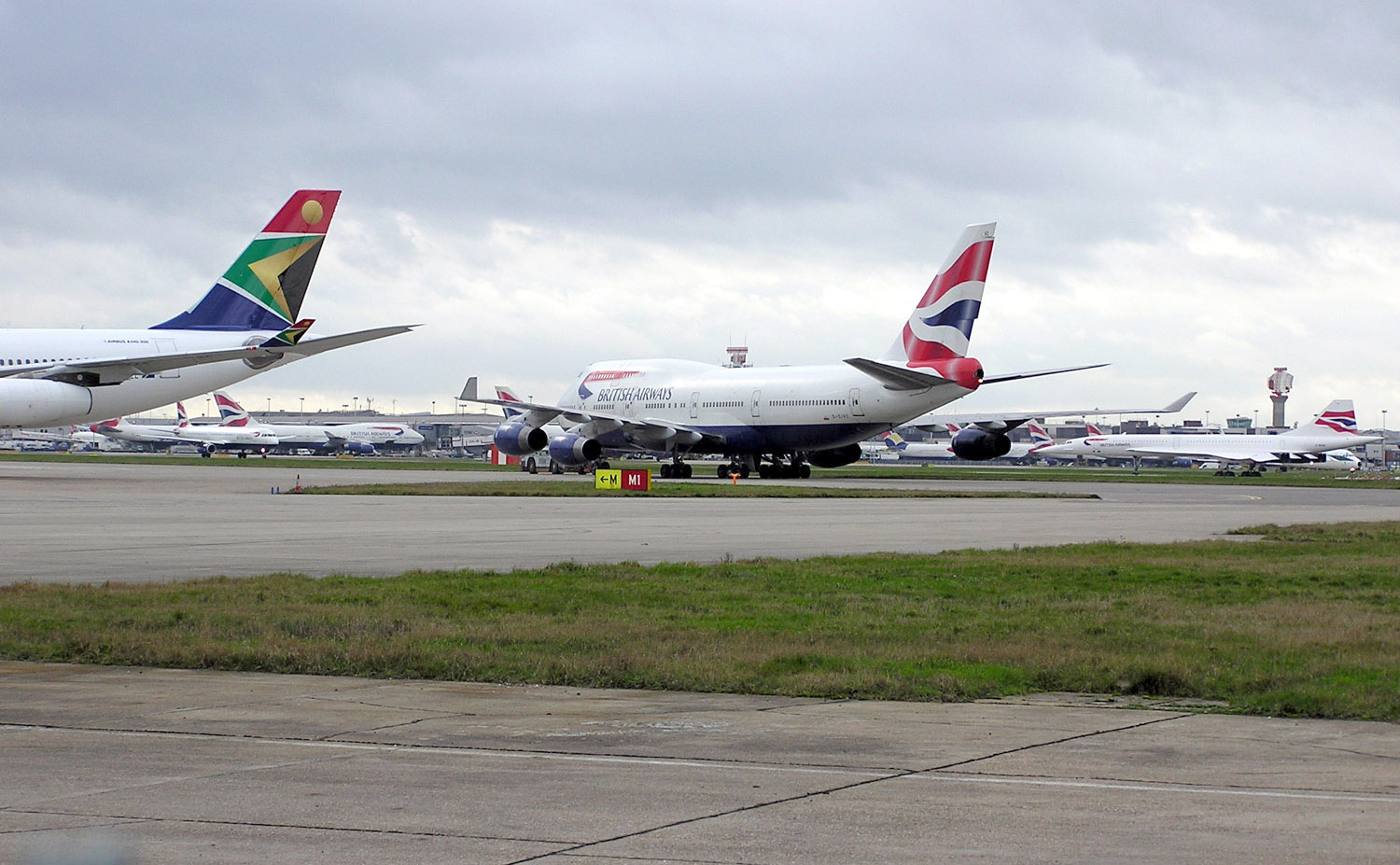
Лондонський аеропорт Хітроу оброблює більше міжнародних пасажирських перевезень, ніж будь-який інший у світі.

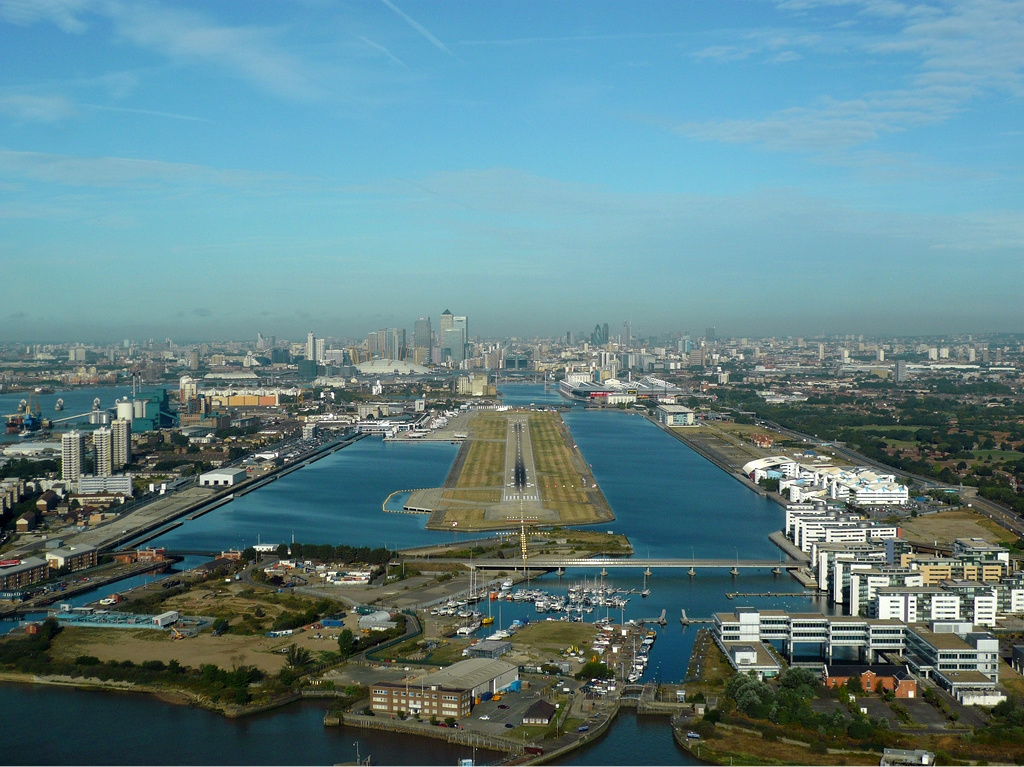
Аеропорт Лондон-Сіті має одиночну злітно-посадкову смугу, що розташована на вузькій смужці землі з доками на обох боках.

Лондон — місто, що обслуговується аеропортами найкраще у світі з майже 150 млн пасажирами, що користуються його шістьма міжнародними аеропортами на 2005 рік. За розміром (від більшого до меншого) — аеропорти Хітроу, Гатвік, Станстед, Лутон, Лондон-Сіті; та Саутенд.

## Канатна дорога
З часу Літніх Олімпійських ігор 2012 року над Темзою відкрилася канатна дорога Air Line.